# Буле, Вальтер
Ва́льтер Бу́ле (нем. Walter Buhle; 26 октября 1894, Хайльбронн — 28 декабря 1959, Штутгарт) — немецкий военный деятель, генерал пехоты.

## Биография
В 1914 году окончил военное училище в Херсфельде. 7 июля 1914 года произведен в лейтенанты.
Участник Первой мировой войны, служил в 122-м фузилерном полку, а затем в миномётной батарее. За боевые отличия награждён Железным крестом 1-го и 2-го класса, рыцарским крестом ордена Дома Гогенцоллернов с мечами, рыцарским крестом вюртембергского ордена Военных заслуг. 22 марта 1918 года — старший лейтенант.
После демобилизации оставлен в рейхсвере, служил в пехоте и различных штабах.
С 1 ноября 1930 года командир роты 13-го пехотного полка. 1 декабря 1932 года переведен в Войсковое управление референтом. С 6 октября 1936 года командир 2-го батальона 87-го пехотного полка. С 12 ноября 1937 года начальник оперативного отдела штаба V корпуса и военного округа. С 10 ноября 1938 года начальник 2-го военного округа. С 26 августа 1939 года начальник организационного отдела Генерального штаба сухопутных войск. С 15 февраля 1942 года начальник штаба сухопутных войск при начальнике ОКВ. Имел личную связь с Гитлером и как убежденный нацист стал его доверенным информатором.
В связи с предстоящей отставкой Цейцлера его кандидатура рассматривалась на пост начальника Генштаба, но Буле был тяжело ранен во время взрыва установленной Штауффенбергом бомбы в Ставке Гитлера. 1 февраля 1945 года сменил Гиммлера на посту начальника Управления вооружении ОКВ. Буле делал всё возможное чтобы наладить обеспечение сухопутных войск, но кризис свел все его усилия на нет. Именно Буле обнаружил дневники Канариса, свидетельствовавшие о его причастности к заговору, и передал материалы гестапо. 8 августа 1945 года арестован союзниками. В 1947 году освобожден.

## Награды
- Железный крест (1914) 2-го и 1-го класса
- Королевский орден Дома Гогенцоллернов рыцарский крест с мечами
- Орден «За военные заслуги» рыцарский крест
- Нагрудный знак «За ранение» (1918) в чёрном
- Почётный крест Первой мировой войны 1914/1918 с мечами
- Пряжка к Железному кресту (1939) 2-го и 1-го класса
- Нагрудный знак «За ранение 20 июля 1944 г.» (1944) в чёрном